# Suzanne Bambridge
Pour les articles homonymes, voir Bambridge.

## Biographie
Suzanne Teriimarama Bambridge (née vers 1844 - morte le 26 décembre 1911) est la fille de Thomas Bambridge, premier représentant de la famille Bambridge installé à Tahiti, et de son épouse Maraea O'Connor. Elle est célèbre car en 1891, Paul Gauguin a peint son portrait, aujourd'hui exposé aux Musées Royaux des Beaux Arts de Bruxelles.
Elle est d'origine  anglaise par son père Thomas Bambridge, né à Londres en 1801, et d'origine irlandaise par sa mère. Elle est ainsi de la famille de nombreuses personnalités tahitiennes également descendant de Thomas Bambridge : les frères Gérald, Michel et Hubert Coppenrath, Walter Grand, Willy Bambridge, etc. 